# Christiane Taubira
assinatura
Christiane Taubira ou Christiane Taubira-Delannon (Caiena, 2 de fevereiro de 1952) é uma política francesa. Foi Ministra da Justiça da França desde 15 de maio de 2012 até 27 de janeiro 2016, sob a presidência de François Hollande.

## Vida
Ela estudou na Universidade Pantheon-Assas. Tendo servido como presidente de seu partido, Christiane Taubira atuou como deputada na Assembleia Nacional Francesa, e foi reeleita em 1997. Em 1993, ela votou a favor da posse do conservador Édouard Balladur, para o Conselho de ministros. Em 1994, ela se tornou um membro do Parlamento Europeu (MEP), sendo o quarto na lista Radicale Énergie liderada por Bernard Tapie. Em junho de 1997, ela então entrou para o Partido Socialista (PS), e então o primeiro-ministro Lionel Jospin, também socialista, encomendou a ela um relatório sobre pesquisa de ouro na Guiana.

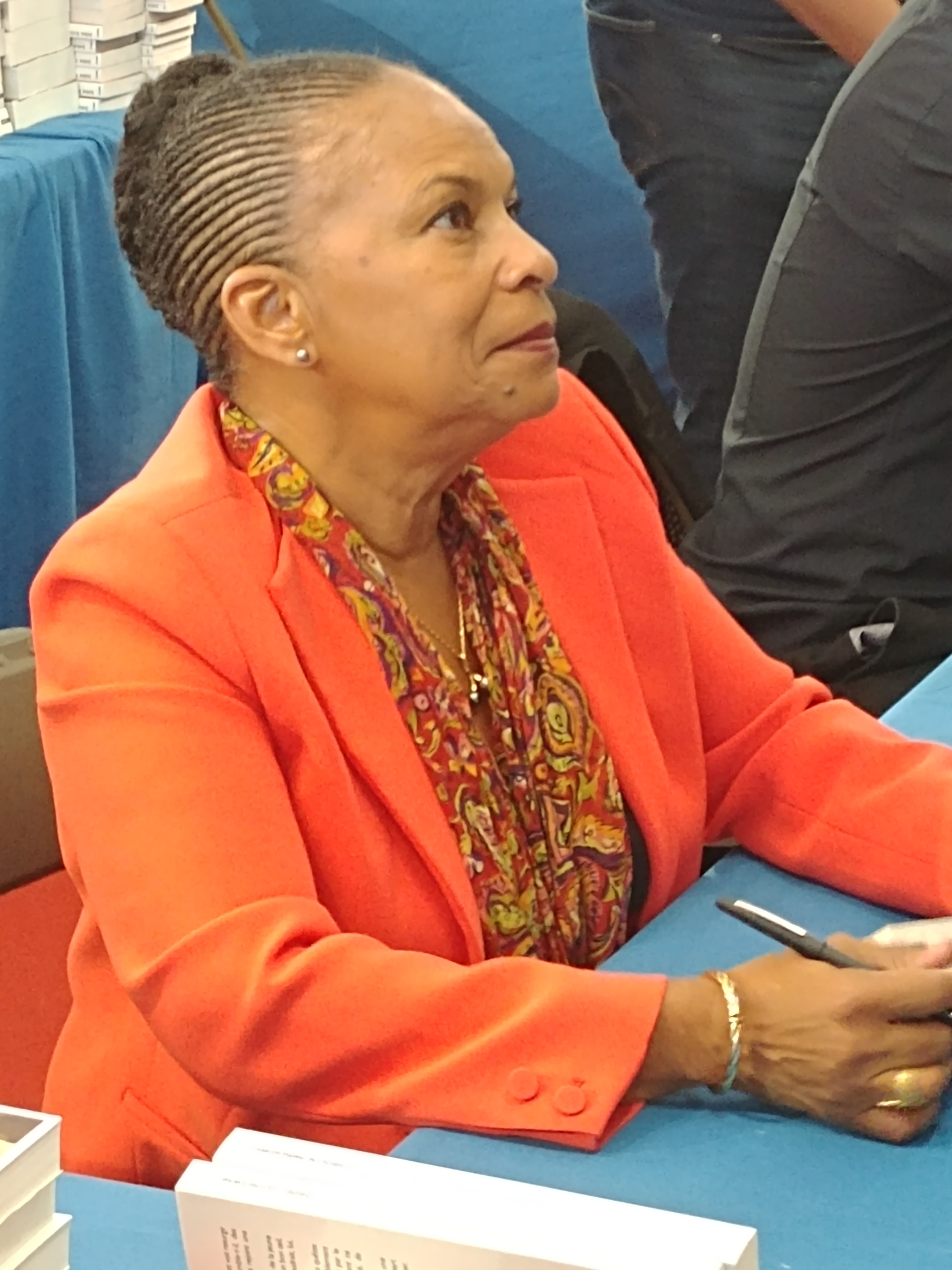
Christiane Taubira al Festival America 2018, a Vincennes

Christiane Taubira foi a força matriz por trás de uma lei de 21 de Maio de 2001, que reconhece o tráfico atlântico de escravos e a escravidão como um crime contra a humanidade. Em 2002, ela era uma candidata do Partido Radical Esquerda (PRG) para a presidência, apesar de ela não pertencer ao partido. Ela ganhou 2,32% dos votos. A partir de 2002, tornou-se vice-presidente do Partido Radical de Esquerda. Ela foi eleita novamente como vice em 16 de junho de 2002, e se juntou ao grupo socialista na Assembleia.
Nomeada ministra da Justiça no governo de Jean-Marc Ayrault, após a vitória de François Hollande, na eleição presidencial de 2012, ela deveria trabalhar com a ministra Delphine Batho. No entanto, sua relação se deteriorou rapidamente e elas nunca foram capazes de compartilhar responsabilidades. Após as eleições legislativas de junho de 2012, Delphine Batho foi nomeada ministra da Ecologia, substituindo Nicole Bricq, e deixando Christiane Taubira no comando do Ministério.
Ela trabalhou como Garde des Sceaux, o direito dos homossexuais, para que o Casamento entre pessoas do mesmo sexo na França fosse permitido, através de seu projeto de lei denominado "Lei Taubira". Após um período de debate nacional no país, ela finalmente conseguiu fazer a Justiça francesa adotar essa lei.
Ela venceu a Primária do Povo Francês de 2022, conquistando o direito de se candidatar como candidata da "esquerda unitária" nas eleições presidenciais francesas de 2022. Foi sua segunda candidatura após a eleição presidencial francesa de 2002, onde ela não conseguiu se classificar para o segundo turno depois de obter apenas 2,32% dos votos no primeiro turno. Ela desistiu da corrida em 2 de março de 2022 depois de não conseguir apoio suficiente para se qualificar.

## Publicações
- (em francês) L'Esclavage raconté à ma fille ("Slavery explained to my daughter"), Paris, Bibliophane, coll. « Les mots à coeur », 2002 (réimpr. 2006), 165 p. (ISBN 2-86970-064-4 et 2-86970-122-5).
- (em francês) Codes noirs : de l'esclavage aux abolitions, Paris, Dalloz, coll. « A savoir », 2006, 150 p. (ISBN 2-247-06857-X) (introduction).
- (em francês) Rendez-vous avec la République ("Meeting with the Republic"), Paris, La Découverte, coll. « Cahiers libres », 2006, 195 p. (ISBN 978-2-7071-5091-2).
- (em francês) Égalité pour les exclus : le politique face à l'histoire et à la mémoire coloniales, Paris, Temps Présent, 2009, 93 p. (ISBN 978-2-916842-01-1).
- (em francês) Mes météores : combats politiques au long cours, Paris, Flammarion, 2012, 551 p. (ISBN 978-2-08-127895-0).
- (em francês) Paroles de liberté ("Words of Freedom"), Paris, Flammarion, coll. " Café Voltaire ", 2014, 138 p. (ISBN 978-2-08-133688-9).
- (em francês) Murmures à la jeunesse, 2016.
- (em francês) Nous habitons la Terre, 2017, REY, 128 p. (ISBN 978-2848766119).
- (em francês) Nuit d'épine ("Thorny Night"), Paris, Plon, 2019, 288 p. (ISBN 978-2259278652).
- (em francês) Gran Balan, Paris, Plon, 2020, 480 p. (ISBN 978-2259305013).